# Bitwa o Monte Cassino (reportaż)
Bitwa o Monte Cassino – monumentalny, trzytomowy reportaż autorstwa Melchiora Wańkowicza poświęcony bohaterom bitwy pod Monte Cassino. Napisany został w Rzymie i Mediolanie w latach 1945–1946, publikowany w tych miastach w latach 1945–1947. 
Książka Bitwa o Monte Cassino, składa się wielu scenek, popartych własną obserwacją autora. Napisana została na podstawie relacji żołnierzy niemal wszystkich oddziałów i stopni. Poszczególne scenki i relacje zebrane w całość dają pełny obraz bohaterstwa żołnierzy Polskich Sił Zbrojnych na Zachodzie. 
Charakterystyczne jest to, że w 1944 roku Wańkowicz nie miał statusu oficjalnego korespondenta wojennego. Pełnił ten status nieoficjalnie, wbrew władzom polskim w Londynie i wbrew dowództwu 2 Korpusu.

## Publikacja
Trzytomowy reportaż Bitwa o Monte Cassino, został opublikowany po raz pierwszy wydany przez Wydawnictwo Kultury i Prasy II Polskiego Korpusu w Mediolanie w latach 1945–1947. Książka natychmiast spotkała się z wielkim uznaniem zarówno wśród krytyków, jak i zwykłych żołnierzy i do dzisiaj pozostaje najpopularniejszą pozycją w dorobku pisarza. Później Wańkowicz tak wspominał ten sukces:

Wbrew polskim władzom londyńskim, korzystając z bałaganu wojskowego, przeszmuglowałem się do Włoch. Władze w Londynie do końca nie zatwierdziły mego statusu korespondenta, związanego z poborami i przywilejami. Trylogię montecassińską napisałem wbrew przysłanym bubkom-korespondentom, po których nie zostało nic. I nagle okazało się, że wojna wilgotną gąbką starła z tablicy ujemny debet, narosły poważne aktywa. Gdy przyjechałem z Włoch do Londynu, przerwano posiedzenie, by mnie witać, kiedy wchodziłem na widowiskowe imprezy, publiczność witała mnie, powstając.

Przy pisaniu Bitwy o Monte Cassino współpracowało z Wańkowiczem kilka osób; dużą pomocą służyła mu jego ówczesna sekretarka Zofia Górska, późniejsza pisarka Zofia Romanowiczowa. Do sukcesu książki bardzo przyczyniła się też jej szata graficzna autorstwa grafika Stanisława Gliwy, który dokonywał doboru zdjęć, oraz rysunki Mariana Szyszko-Bohusza. W sumie trzytomowa Bitwa pod Monte Cassino zawierała aż 1968 ilustracji, przeważnie fotografii, w tym 590 portretów uczestników bitwy.
W PRL ksiäżka ukazała się dopiero w 1958, po powrocie pisarza do kraju, jednak pod zmienionym tytułem – Monte Cassino – i w wersji okrojonej przez cenzurę. Z wydania krajowego usunięto m.in. dużą część pierwszego tomu z opisami poniewierki żołnierzy armii Andersa w Związku Radzieckim. Pragnąc, aby książka dostała się do rąk krajowych czytelników, Wańkowicz wyraził zgodę na te ingerencje, przez co naraził się na krytykę środowisk emigracyjnych. Wydanie bez ingerencji cenzury ukazało się wprawdzie już w 1978 nakładem Instytutu Wydawniczego „Pax” w ramach dzieł wybranych pisarza, jednak szeroka publiczność z wersją oryginalną mogła się zapoznać dopiero po przełomie politycznym w 1989. Wcześniej, w 1969, wydano też jednotomowy skrót dzieła pt. Szkice spod Monte Cassino. W tej krótkiej formie dzieło było wielokrotnie wznawiane.

## Krytyka
Pojawił się pogląd, przekazywany przez żołnierzy walczących pod Monte Cassino, a wyrażony później przez Jadwigę Sosnkowską, iż Wańkowicz podczas walk przebywał w szpitalach i bez zwłoki nalegał na odbieranie relacji od rannych, a nawet umierających.